# Parafia Wniebowzięcia Najświętszej Maryi Panny w Lidzbarku
Parafia Wniebowzięcia NMP w Lidzbarku Welskim – parafia rzymskokatolicka w diecezji toruńskiej, w dekanacie Lidzbark Welski, z siedzibą w Lidzbarku. Erygowana 28 sierpnia 1991.

## Kościół parafialny
20 lipca 1995 roku rozpoczęto budowę świątyni. Została ona oddana do użytku w stanie surowym, a w Wigilię Bożego Narodzenia 2000 roku sprawowano w nim pierwszą Mszę świętą.

## Zasięg parafii
Do parafii należą wierni Lidzbarka (ulice: Akacjowa, Broniewskiego, Brzozowa, Bukowa, Chmielna, Dąbrowskiej, Dębowa, Grabowa, Jaworowa, Jarzębinowa, Jesionowa, Klonowa, Kołłataja, Konarskiego, Kraziewicza, Kwiatowa, Leśniczówka, Lipowa, Leśna, 3-go Maja, Okopowa, Orzeszkowej, Podleśna, Polna, Południowa, Poprzeczna, Potockiego, Przemysłowa, Poświętna, Reymonta, Rejtana, Słoneczna, Sosnowa, Staszica, Świerkowa, Targowa, Tartaczna, Topolowa, Tuwima, Wiśniowa, Wierzbowa, Wiejska, Zieluńska, Żeromskiego) oraz wierni z miejscowości: Bełk, Bryńsk, Cibórz, Glinki, Jamielnik, Klonowo, Nowy Dwór i Nowy Zieluń.